# Mystery of the Wax Museum
Mystery of the Wax Museum és una pel·lícula pre-Codi de misteri i de terror estatunidenca del 1933 dirigida per Michael Curtiz i protagonitzada per Lionel Atwill, Fay Wray, Glenda Farrell i Frank McHugh. Va ser produïda i llançada per Warner Bros. i filmat en Technicolor de dos colors; Doctor X i Mystery of the Wax Museum van ser les dues últimes pel·lícules de ficció dramàtica fetes amb aquest procés.

## Argument
A Londres el 1921, Ivan Igor (pronunciat eye-gor) és un escultor que gestiona un museu de cera que té problemes financers. Una nit plujosa, fa una visita privada a un amic, el doctor Rasmussen, i a un crític d'art, el senyor Galatalin, mostrant-los les seves estàtues de Joana d'Arc, Voltaire i la seva preferida, Maria Antonieta. Impressionat, Galatalin s'ofereix a presentar l'obra d'Igor a la Reial Acadèmia després que torni d'un viatge a Egipte, i ell i Rasmussen marxen. El soci d'Igor, Joe Worth, que està frustrat que Igor no crearà exposicions macabres com les que atrauen multitud als seus competidors, entra i proposa cremar el seu museu per cobrar una pòlissa d'assegurança de 10.000 lliures. Tot i que l'Igor es nega a considerar això, Worth inicia un incendi, que s'estén ràpidament, i els homes lluiten mentre les obres mestres de cera d'Igor es fonen. Quan l'Igor es desmaia, en Worth el deixa morir a la conflagració, però ell es desperta.
Dotze anys després, tant Igor com Worth es troben a Nova York, on una figura monstruosa ha estat robant cossos de la morgue. La periodista Florence Dempsey, a punt de ser acomiadada pel seu impacient editor, Jim, per no aportar cap notícia que valgui la pena, rep un avís que George Winton, el fill d'un poderós industrial, està detingut en relació amb la mort del seu exnòvia model, Joan Gale. Florence va a veure l'autòpsia, però no es troba el cos, i després visita Winton a la presó, creient-se les seves protestes d'innocència.
Igor es prepara per obrir un nou museu de cera. A causa de les ferides que va patir el foc, utilitza una cadira de rodes i ha de comptar amb ajudants per crear les seves noves escultures. Un d'aquests assistents, Ralph, està compromès amb la companya de pis de Florence, Charlotte Duncan, però Florence no aprova la relació perquè Ralph és un artista morint de fam. Mentre visita el museu, Florence nota una semblança estranya entre la figura de cera de Joana d'Arc i Joan Gale. Al mateix temps, l'Igor veu Charlotte i, dient que s'assembla a la seva Marie Antoinette, li pregunta si posarà per a ell algun cop.
Florence aconsegueix que Winton, que va ser alliberat de la presó, l'ajudi a seguir el professor Darcy, que Igor va dir que va fer la Joana d'Arc. Darcy els condueix a un edifici abandonat propietat de Worth, per a qui també treballa. La Florence es cola al soterrani i observa com el monstre des de la morgue empeny una gran caixa. Torna a Winton i interromp una conversa amb dos detectius que l'han seguit per dir-li que ha trobat el cos de Joan Gale. Els detectius veuen en Darcy marxar i demanen ajuda per perseguir i investigar la reclamació de Florence. Agafen a Darcy, però la caixa resulta que conté alcohol, ja que Worth és un contrabandista de rom.
A la comissaria, el rellotge de butxaca d'un jutge desaparegut es troba a Darcy. Al matí, està experimentant símptomes d'abstinència de fàrmacs i a prop d'esquerdes. Mentrestant, Charlotte va a veure en Ralph al museu, però encara no hi és, i l'Igor la atrau al seu laboratori subterrani, on revela que pot caminar. Ralph arriba per treballar i entra a Florence, que compara una foto del jutge desaparegut amb l'estàtua de Voltaire d'Igor, alhora que Darcy diu als detectius que Igor va fer les seves noves estàtues assassinant persones i cobrint-les de cera, mentre que tot el que va fer per Igor era localitzat per Worth.
Charlotte colpeja la cara d'Igor i trenca una màscara de cera a la seva cara veritable terriblement marcada, revelant que és el monstruós lladre de cossos. Diu que la seva recerca de l'home responsable de la seva aparença finalment ha acabat i descobreix el cadàver de Worth. Els crits de Charlotte atrauen en Ralph i Florence, però l'Igor deixa inconscient a Ralph i Florence fuig. L'Igor es prepara per cobrir la Charlotte amb cera. Florence i Winton tornen, seguits per la policia, que ataca un Igor sorprenentment atlètic. Un dels agents li dispara, i cau a la seva tina gegant de cera fosa. Ralph s'acosta i salva a Charlotte just abans que la cera comenci a abocar-s'hi.
Després de lliurar la seva història, Florence va a presumir davant Jim, i ell li demana que es casin. Mira per la finestra al Winton que l'espera i accepta la proposta.

## Repartiment
- Lionel Atwill com Ivan Igor, un escultor
- Fay Wray com a Charlotte Duncan, que és la nòvia de Ralph, i l'estàtua de Maria Antonieta
- Glenda Farrell com Florence Dempsey, reportera
- Frank McHugh com a Jim, editor de Florence
- Allen Vincent com a Ralph Burton, el promès de Charlotte i ajudant d'escultor d'Igor
- Gavin Gordon com a George Winton, l'exnòvio de Joan Gale
- Edwin Maxwell com a Joe Worth, el copropietari del museu de Londres d'Igor
- Holmes Herbert com el doctor Rasmussen, amic d'Igor a Londres
- Claude King com el Sr. Galatalin, un distingit crític d'art de Londres
- Arthur Edmund Carewe com a Sparrow/Professor Darcy, lacai d’Igor i Worth de Nova York, que és addicte a l'heroïna
- Thomas Jackson com el detectiu de la morgue
- DeWitt Jennings com a capità de policia
- Matthew Betz com a Hugo, l'escultor ajudant d'Igor, que és sord
- Monica Bannister com a Joan Gale i l'estàtua de Joana d'Arc.
- James Donlan com a assistent principal de la morgue (sense acreditar)
- William Wagner com a assistent de cadàver juvenil (sense acreditar)
- Lon Poff com a esbirro prim i alt de Worth (sense acreditar)
- Robert Emmett O'Connor com a Joe, l'oficial de policia que li diu a Dempsey que Winton és sospitós d'haver assassinat Joan Gale (sense acreditar)
- Frank Darien com a cirurgià de l'autòpsia (sense acreditar)
- Wallis Clark com a examinador mèdic (sense acreditar)
- Bull Anderson com a Otto, el conserge del museu d'Igor a Nova York (sense acreditar)
- Walter Percival com a advocat de Winton
- William B. Davidson com un dels detectius que arresta i interroga Darcy (sense acreditar)
- Guy Usher com un dels detectius que arresta i interroga Darcy (sense acreditar)
- Robert Homans com el sergent d'escriptori (sense acreditar)

## Producció
La pel·lícula es basa en una història breu inèdita, "The Wax Works", de Charles S. Belden, que també havia escrit una obra de teatre anomenada The Wax Museum, que va ser seleccionada per Charles Rogers, un productor independent. Això l'havia descobert l'advocat de drets d'autor de Warner, però l'estudi va optar per la història de Belden per 1.000 dòlars abans d'obtenir l'informe de l'advocat. Rogers va abandonar la seva opció a l'obra quan el coautor d'una obra de Broadway amb una trama similar el va amenaçar amb una demanda.
Una continuació de la pel·lícula de terror anterior de Warner Doctor X (1932), Mystery va implicar molts del mateix repartiment i equip, inclosos els actors Lionel Atwill, Fay Wray, Arthur Edmund Carewe i Thomas Jackson; director Michael Curtiz; director d'art Anton Grot; i el càmera Ray Rennahan. La pel·lícula també va reutilitzar el tema musical d’apertura de Doctor X compost per Bernhard Kaun.

### Color
Mystery of the Wax Museum va ser l'últim dels llargmetratges de Warner sota un contracte de 1931 amb Technicolor, el sistema de dos colors en aquell moment combinava la fotografia de separació impresa amb tints vermells i verds per crear una imatge en color amb un espectre reduït. A mesura que la novetat de les pel·lícules en color va començar a desaparèixer, Warner havia observat una creixent apatia, i fins i tot hostilitat, entre la crítica i el públic cap a les seves pel·lícules Technicolor des de 1929, tenint en compte els matisos irreals i el control de qualitat monogràfic, i això va fer que la considerable despesa addicional semblés menys valuosa. Warner havia intentat, sense èxit, que Technicolor els permetés canviar el seu darrer compromís de llargmetratge per una sèrie de curts, però després que l'estudi infringís el contracte filmant Doctor X amb una unitat blanc-i-negre addicional, cosa que els permetia processar impressions en blanc i negre al seu propi laboratori i evitar pagar milers de dòlars a Technicolor, Technicolor es va negar. En conseqüència, Mystery of the Wax Museum va ser l'últim llargmetratge d'estudi filmat en Technicolor bicolor. Com que la calor generada per les llums extremadament brillants necessàries per al procés podria fondre la cera, moltes de les estàtues de la pel·lícula van ser retratades per actors, tot i que alguns han dit que aquest era sempre el pla i es volia afegir. una versemblança realista de les exposicions de cera.
El fundador de Technicolor Herbert Kalmus va declarar la pel·lícula "el màxim possible amb dos components". Les ressenyes d'expositors contemporanis a The Film Daily documenten que el color de la pel·lícula va ser molt admirat tant pels propietaris dels teatres com pel seu públic, que la van qualificar de "bella" i "el millor color que he vist mai", i alguns els crítics han dit que l'atmosfera estranya creada pel procés de dos colors, juntament amb la il·luminació de Rennahan i els dissenys d'escenografia de Grot, afegeix a l'atractiu de la pel·lícula. Quan va estar disponible el sistema de tres bandes de color, Warner va ser el primer a utilitzar-lo per a curtmetratges d'acció en directe, començant per Service With a Smile (1934).

## Recepció
Quan es va estrenar, la revista Time va considerar que la pel·lícula era una bona pel·lícula de misteri, però es va decebre perquè no tenia una escena al final que ho expliqués tot i ho emboliqués tot. Mordaunt Hall de The New York Times va elogiar les actuacions còmiques de Glenda Farrell i Frank McHugh, però va trobar la pel·lícula en general "massa espantosa per a la comoditat", escrivint: "Està molt bé tenir un científic boig fent operacions en històries ben explicades, però quan un melodrama depèn de les visió de cossos coberts. en una morgue i el robatori d'alguns d'ells per un modelista boig per la cera, va massa lluny." El revisor de Variety va dir que la història era "fluixa i poc convincent", però li va agradar el maquillatge horripilant i va dir que la pel·lícula hauria de resultar bé als cinemes de barri.

## Taquilla
A la taquilla, la pel·lícula va resultar millor a Europa que als Estats Units, però tot i així va obtenir un benefici de 80.000 dòlars. Segons Warner Bros., va guanyar 325.000 dòlars nacionals i 781.000 dòlars internacionals, la qual cosa la va convertir en la cinquena pel·lícula més taquillera de Warner del 1933.

## Conservació
La pel·lícula mai es va reeditar a nivell nacional, tot i que es va reeditar a l'Espanya de Franco l'any 1940, i amb el temps va arribar a ser considerada una pel·lícula perduda. L'any 1936, Technicolor-Hollywood va deixar de donar servei a la impressió a dos colors i es diu que va fer una "última trucada" als seus clients per a impressions, ja que les plataformes finals d'imbibició es van convertir per al seu procés de tres tires, tot i que els registres mostren tirades disperses d'alguns temes a dos colors després d'aquesta data, i la correspondència indica que l'any 1940 Goldwyn Productions volia fer impressions a dos colors per a Espanya, i Technicolor encara podia donar-los servei. La resposta de la majoria d'estudis va ser desfer els negatius de dos colors de les seves pel·lícules ara obsolets, que es van emmagatzemar a Technicolor, però uns quants d'aquests negatius van sobreviure, inclosos els del musical d'Eddie Cantor Whoopee!, que Goldwyn va traslladar a les seves voltes. Warner Bros. van guardar els negatius dels seus dibuixos animats de dos colors, però no dels seus projectes d'acció en viu. Després que la biblioteca Warner es va vendre com a paquet a Associated Artists Productions per a la sindicació de televisió a finals dels anys 50, Mystery of the Wax Museum, tot i que es va mantenir a la llista de vendes, mai es va emetre, perquè les voltes de negatius no tenien una preimpressió per donar-li servei.
William K. Everson va informar que l'intercanvi londinenc de Warner tenia una impressió en color de 35 mm a mà, i va veure la pel·lícula allà el 1947 com a part d'una sèrie de projeccions gratuïtes per celebrar el 20è aniversari de les pel·lícules sonores. Va dir que la impressió posteriorment va començar a deteriorar-se i va ser destruïda. La còpia de nitrat de 35 mm de "referència de laboratori" del primer rodet de la pel·lícula encara estava en poder de Technicolor-Hollywood als anys 60, quan va ser projectada per l'historiador del cinema Rudy Behlmer, però aquest rodet no es troba actualment al Col·lecció Technicolor de l'Academy Film Archive i se suposa que es va descompondre fa dècades. Segons el lloc web de la Wisconsin Historical Society, una còpia de 16 mm de la pel·lícula es troba al Wisconsin Center for Film and Theatre Research.
El 1970, la impressió de referència de l’estudi Warner Bros de la pel·lícula va ser trobada per l'antic cap de l'estudi Jack Warner a la seva col·lecció personal. L'American Film Institute va fer un nou negatiu, segons va dir el director de fotografia Ray Rennahan. l'historiador Richard Koszarski semblava tan trist que va sortir de la sala de projeccions quan se li va mostrar. No obstant això, es va projectar al Graumans Chinese Theatre a principis d'estiu de 1970, i després a l'Alice Tully Hall el 26 de setembre a les 16:00 com a part de "Medium Rare 1927-1933", una retrospectiva. de pel·lícules no vistes des de la seva primera estrena, al 8è Festival de Cinema de Nova York.
United Artists va fer un negatiu de baix contrast per a impressions de televisió, que no tenia pràcticament tot el color original, i la pel·lícula es va estrenar com a part del paquet de televisió "Prime Time Showcase" de la UA l'agost de 1972, que es va emetre per primera vegada a la BBC a Londres abans de mostrar-se a setze mercats de televisió nacionals. A Washington D.C., Mystery of the Wax Museum es va reproduir a la sèrie de pel·lícules clàssiques de dissabte a la nit de WTOP "Cinema Club 9" a finals de 1972. A la ciutat de Nova York, va tenir la seva primera emissió el 1973 a WPIX-TV en una franja de diumenge al matí, retallada en 15 minuts per als anuncis, abans de convertir-se en un element bàsic al Chiller Theatre de dissabte a la nit de l'estació.
El 1988, el nou propietari de la pel·lícula, Turner Entertainment, va fer un altre nou negatiu. El resultat va ser més fidel al color original de la pel·lícula, però tenia danys intermitents, empalmes visibles i metratge perdut.
La impressió de nitrat de Jack Warner de la pel·lícula resideix a UCLA, que també té una empremta francesa a la col·lecció PHI. Descoberta per un col·leccionista de Los Angeles a principis dels anys 2000, l’empremta té un color verd pàl·lid i indiferent, subtítols en francès i una pista d'àudio en anglès, tot i que alguns reals no tenen so. El 2019, The Film Foundation va patrocinar una restauració digital 4K de la pel·lícula per part de l'UCLA Film & Television Archive, amb finançament de la George Lucas Family Foundation. La impressió de Warner, amb el seu color superior, es va utilitzar com a font principal, però mostrava recollides en extrems reals seleccionades a partir de diferents impressions, i la impressió francesa, que era menys agradable en general, va produir trets i extrems de bobines que estaven trencats, estripats o que faltaven a la impressió principal, juntament amb algunes línies d'àudio perdudes, ja que estava fet a partir de diferents matrius. Altres fragments d'àudio que faltaven es van treure d'altres pel·lícules de Warner Bros, inclosa una línia del diàleg de Glenda Farrell que prové de Life Begins (1932). Seguint les directrius de Rennahan a les seves històries orals sobre com s'encén per a dos colors i quina paleta pretenia aconseguir a la pel·lícula, la nova restauració va revelar graus subtils de color que estaven latents a la impressió de nitrats, però que s'havien enfosquit per creus. contaminació dels colorants. La impressió restaurada de la pel·lícula va rebre la seva estrena televisiva al programa MeTV Svengoolie el 13 de març de 2021,i els Digital Cinema Package de la restauració estan disponibles per a la projecció d'arxius i de teatre.

## Mitjans domèstics
Una versió en color mediocre de la pel·lícula, lamentablement manipulada per semblar blau/rosa, es va publicar com a extra en definició estàndard al Warner Bros. DVD i Blu-ray del remake de 1953 de la pel·lícula, Els crims del museu de cera.
El 12 de maig de 2020, Warner Archive Collection va llançar la pel·lícula en HD 1080p com a Blu-ray autònom, utilitzant un Rec. 709 submaster de la restauració de la UCLA. Amb el color corregit, el so restaurat i la correcció digital del desgast de la imatge, aquest llançament va obtenir crítiques favorables universals, i molts comentaristes van assenyalar que era com si veiessin la pel·lícula per primera vegada. Els extres incloïen dos comentaris d'àudio, un pel biògraf de Michael Curtiz, Alan Rode, i l'altre pel conservador de la UCLA, Scott MacQueen, el comentari del qual inclou fragments d'entrevistes que va realitzar amb Fay Wray i Glenda Farrell.